# Bukit Kemuning (Tapung Hulu)
Bukit Kemuning is een bestuurslaag in het regentschap Kampar van de provincie Riau, Indonesië. Bukit Kemuning telt 3900 inwoners (volkstelling 2010).